# John André
John André   (Londres, 2 de maig de 1750 - Tappan, 2 d'octubre de 1780) va ser un oficial de l'exèrcit britànic durant la Guerra d'Independència dels Estats Units.
Com a comandant de l'espionatge britànic sota les ordres del general Henry Clinton, va mantenir correspondència amb el general continental Benedict Arnold, amb qui va acordar la rendició del fort de West Point als britànics per 20.000 £. Aquesta operació, que hauria permès als britànics tallar Nova Anglaterra de la resta de colònies, es va veure truncada per la captura d'André per part de l'Exèrcit Continental. La possessió de documentació incriminatòria va ser la prova principal per condemnar-lo a la forca com a espia.

## Primers Anys
André va néixer el 2 de maig de 1750 a Londres, en el si d'una família benestant d'hugonots. Era fill d'Antoine André, comerciant de Ginebra, i Marie Louise Girardot, de París. Va ser educat a St Paul's School, a Westminster School i a Ginebra. Va estar promès breument amb Honora Sneyd. A l'edat de 20 anys ingressà a l'exèrcit britànic i es va unir al 7è Regiment d'Infanteria (Royal Fusiliers) al Canadà el 1774 com a tinent. Va ser capturat al Fort Saint-Jean pel General Continental Richard Montgomery el novembre de 1775 i mantingut presoner a Lancaster, Pennsilvània. Va viure a la casa de Caleb Cope, gaudint de la llibertat de la ciutat, ja que havia donat la seva paraula de no escapar. El desembre de 1776 va ser alliberat en un intercanvi de presoners. Va ser ascendit a capità del 26è Regiment d'Infanteria el 18 de gener de 1777 i a major l'any 1778.
Va ser un gran favorit en la societat colonial, tant a Filadèlfia com a Nova York, durant l'ocupació per part de l'exèrcit britànic. Va tenir unes formes alegres i amenes, i va poder dibuixar, pintar i tallar quadres de silueta, així com cantar i escriure versos. Va ser un prolífic escriptor que va ocupar-se de bona part de la correspondència del general Clinton. Dominava l'anglès, el francès, l'alemany i l'italià de forma fluïda. També va escriure molts versos còmics. Va planejar la Mischianza quan el general Howe va dimitir i va haver de tornar a Anglaterra.
Durant els seus prop de nou mesos a Filadèlfia, André va ocupar la casa de Benjamin Franklin, de la qual s'ha afirmat que va treure diversos articles valuosos per ordre del major general Charles Gray quan els britànics van sortir de Filadèlfia, incloent un retrat a l'oli de Franklin, per Benjamin Wilson. Els descendents de Gray van tornar el retrat de Franklin als Estats Units el 1906, en el bicentenari del naixement de Franklin. La pintura ara penja a la Casa Blanca.